# کینتو سول
کینتو سول گروه هیپ هاپ لاتین است که در میلواکی، ویسکانسین واقع شده‌است. این گروه متشکل از سه برادر به نام‌های دی جی پی بک گارسیا (خاویر گارسیا)، ال چیوو (ادواردو گارسیا) و اسکریبه (مانوئل گارسیا) تشکیل شده‌است. آنها در سن بسیار پایین به دلیل مشکلات مالی به ایالات متحده نقل مکان کردند. عمدتاً به زبان اسپانیایی رپ می‌خوانند و موسیقی سنتی مکزیکی را با بیت‌های سبک هیپ هاپ ترکیب می‌کنند.
Los Hijos Del Maiz جایزه بهترین آلبوم هیپ هاپ لاتین سال را به دلیل محتوا و بهترین فروش دریافت کرد. ال چیوو همچنین دو آلبوم انفرادی مستقل منتشر کرده‌است.
El Ultimo Suspiro [آخرین نفس] ششمین آلبوم استودیویی کینتو سول است که در ۱۹ اکتبر ۲۰۱۰ در Machete Music منتشر شد. این آلبوم در رتبه اول در جدول لاتین بیلبورد ریتم لاتین قرار گرفت.